# Crete (Nebraska)
Crete – miasto w Stanach Zjednoczonych, w stanie Nebraska, w hrabstwie Saline.